# سید مجتبی حسینی
سید مجتبی حسینی (زاده ۱۳۳۳ مشهد) عضو مجلس خبرگان رهبری در دوره‌های سوم، پنجم و ششم و از سال ۱۳۹۴ نماینده ولی فقیه در عراق است. وی پیش‌تر نماینده ولی فقیه در سوریه نیز بوده‌است.

## زندگی‌نامه
سیّدمجتبی حسینی در خانواده‌ای سیستانی در شهر مشهد و در خانواده‌ای روحانی متولد شد. پدرش سیّدجلیل حسینی از علمای به نام مشهد بود که در زمان رژیم شاه پس از نپذیرفتن دعوت دولت وقت در دیدار با شاه، اقامه نماز در مسجد گوهرشاد برای وی ممنوع و پس از آن در حسینیّه تهرانیهای مقیم مشهد به اقامه جماعت پرداخت.
سید جلیل حسینی پدر سید مجتبی از سادات سیستانی است که در نوجوانی از روستای دادی از توابع شهرستان هامون برای تحصیل علوم حوزوی به مشهد مهاجرت کرده و در محضر میرزا مهدی اصفهانی به درجه اجتهاد نایل شد. مادرش نیز از سادات و فرزند آقا نجفی و نوه پسری میرزا مهدی شهیدی بود.
از بستگان نزدیک پدری وی از جمله پسر عموها و پسر عمه‌های او در زاهدان و منطقه سیستان هم‌اکنون نیز زندگی می‌کنند و از سادات صاحب نفوذ به حساب می‌آیند که از جمله می‌توان به حاج آقا سیدمعین عمو، فرزندان سید محمد طباطبائی معروف به ده مدصفری و به ویژه سید عبدالله حسینی امام جماعت قبلی مسجد امام جعفر صادق (ع) زاهدان اشاره کرد
گفته می‌شود صدها مجلد کتاب و منابع مهم مذهبی که از دوران مختلف گذشته در روستای دادی از توابع سیستان در حال نابودی بود توسط حاج آقا سید جلیل بازسازی و با هزینه شخصی در دههٔ ۲۰ و ۳۰ به مشهد مقدس منتقل و به کتابخانه رضوی برای حفظ و نگهداری و استفاده هدیه گردیده است.

## اساتید
سید مجتبی حسینی نزد عباس واعظ طبسی، سید ابوالفضل طباطبایی اشکذری، ابوالقاسم خزعلی، مرتضی مطهری، سید محمدرضا گلپایگانی، میرزا جواد تبریزی، حسین وحید خراسانی درس خوانده است.

## سوابق
وی در تاریخ ۱۹ شهریور ۱۳۷۶ همزمان با تدریس در حوزه و دانشگاه، به مدّت هفت سال، نمایندهٔ رهبری در امور اهل سنت استان سیستان و بلوچستان بوده‌است.
او سپس به عنوان نماینده رهبری در سوریه مشغول به خدمت شد که این دوران، همزمان با بحرانهای اخیر سوریه و لبنان بود. وی پس از فوت محمدمهدی آصفی به عنوان نماینده رهبری در کشور عراق منصوب شد.